# Новогригорівка (Горлівський район)
Новогриго́рівка — село Дебальцівської міської громади Горлівського району Донецької області, Україна.

## Географія
- Відстань до міста Дебальцеве — 3 км.
- Найближча залізнична станція — Дебальцеве.

## Історія
Село засноване в 1886 році переселенцями з села Григорівка Катеринославської губернії (нині в Дніпропетровській області). Серед перших поселенців — родини Пугач, Помазан, Шаповалови, Недвиги.
На початку 1970-х років у Новогригорівці діяли центральна садиба колгоспу «Ленінський шлях», початкова школа, клуб, бібліотека.
25 січня 2015-го під Новогригорівкою при проведенні штурмових дій загинули капітан 128-ї гірськопіхотної бригади Микола Жук, старший солдат Руслан Ткаченко та солдат Володимир Голота. 7 лютого 2015 року в часі російсько-української війни у Новогригорівці українські бійці відбили танкову атаку. Противник намагався штурмувати позиції із застосуванням 5 танків — за підтримки до 50 бойовиків, напад відбито. 12 лютого 2015-го загинув під час мінометного обстрілу терористами поблизу Новогригорівки солдат 17-ї танкової бригади Дмитро Лісовенко, зник безвісти старшина Олег Шевченко. 18 лютого вчергове повертаючись із пораненими побратимами, зазнав смертельного поранення сержант 128-ї бригади Анатолій Грубий. 30 квітня 2015-го під час розвідки військовики батальйону «Чернігів-2» підірвалися на «розтяжці» поблизу Новогригорівки, внаслідок вибуху міни загинули двоє бійців батальйону — Іван Сорока та Сергій Бадуненко.

## Населення
За даними перепису 2001 року населення села становило 475 осіб, з них 87,58 % зазначили рідною українську мову, 12,21 % — російську, а 0,21 % — іншу.

## Інфраструктура
- Сільрада
- Фельдшерський пункт
- Школа-сад
- Цех з переробки насіння соняшнику
- Магазин

Вулиці села:
- Жовтнева
- Східна
- Першотравнева
- Степова

## Відомі люди
- Брова Михайло (?—1921) — анархіст, повстанський отаман учасник махновського руху. Член махновських з'їздів і член Реввійськрад всіх скликань.
- Кривошеєв Сергій Ігорович (1995—2014) — уродженець Новогригорівки, солдат Збройних сил України, десантник 25-ї ОПДБр. Загинув у збитому терористами літаку Іл-76 над Луганськом.